# Рогачёв, Андрей Владимирович
Андре́й Влади́мирович Рогачёв (род. 17 января 1964 года, Тула, СССР) — российский предприниматель. Создатель электронной системы платежей Spacard, сооснователь розничных сетей продовольственных магазинов «Пятёрочка», «Карусель» и «Верный», один из бывших совладельцев и руководителей X5 Retail Group.

## Биография
Родился 17 января 1964 года в Туле. В 1981 году поступил, а в 1986 году окончил Ленинградский гидрометеорологический институт по специальности «гидрология». С 1986 года по 1988 год проходил службу в армии, участник ликвидации аварии на Чернобыльской АЭС.
В 1989 году создал «Лабораторию экологического контроля» («ЛЭК»). Компания занималась производством экологических приборов.
В 1991 года Рогачёв совместно с партнёром создали систему электронных платежей Spacard и программное обеспечение для проведения торговых операций между компаниями, которая включала систему обмена электронными сообщениями, систему криптирования.
В 1993 году вместе с компаньонами основал компанию по строительству жилья, ставшую лидером по Северо-Западу Российской Федерации.
В 1998 году Рогачёв вместе с партнёрами зарегистрировал ООО «Агроторг». В феврале 1999 года компания открыла первый магазин «Пятёрочка» в Петербурге, к концу года открылось ещё 15. В 2001 году первый магазин «Пятёрочка» появился в Москве. В 2005 году «Пятерочка» — одна из первых российских компаний провела IPO на Лондонской фондовой бирже (London Stock Exchange, LSE). На тот момент «Пятерочка» являлась крупнейшей розничной сетью в России и насчитывала 445 магазинов в 12 регионах РФ с оборотом более 1,59 млрд долларов. По мнению экспертов, это событие стало знаковым для российского ритейла, так как стало признанием розничной торговли в России как цивилизованной и прозрачной формы предпринимательства. В 2007 году «Пятерочка» первой из розничных сетей вошла в рейтинг самых дорогих брендов России, составляемой компанией Interbrand.
СМИ в начале 2000-х годов называли Рогачёва «отцом русского ритейла».
В 2004 году вместе с партнёрами по «Пятёрочке» основал торговую сеть «Карусель». В 2008 году «Карусель» была продана компании X5 Retail Group.
В результате слияния с сетью магазинов «Перекрёсток» в 2006 году был образован холдинг X5 Retail Group, основным акционером компании стала финансовая группа «Альфа», основатели «Пятёрочки» владели пакетом приблизительно в четверть акций (основные доли в пакете принадлежали Рогачёву и Александру Гирде). В 2008 году вышел из правления X5 и к 2011 году продал принадлежавший ему пакет 11,14 % акций X5.
В 2012 году вместе с партнёрами основал сеть продуктовых магазинов-дискаунтеров «Верный». В 2015 году сеть показала самые высокие темпы роста выручки среди ритейлеров России. По данным Infoline, её оборот увеличился на 141 %. Компания работает в Центральном, Северо-Западном, Уральском и Приволжском округах. В апреле 2021 года был открыт 1000-й магазин «Верный» в населенном пункте Мисайлово Московской области.
В 2012 году открыл в США торговую сеть Okey-Dokey. В конце 2013 года сеть была закрыта, на момент закрытия она насчитывала 12 магазинов. 
В 2013 году Андрей Рогачев в партнерстве с предпринимателем Михаилом Горяиновым начал проект по развитию фермерских рынков в Москве. Сотрудничество прекратилось в 2015 году. В 2016 году Рогачев был вынужден обратиться в Лондонский Высокий суд Правосудия для защиты активов и инвестиций в этот проект. В ответ на это, вопреки соглашениям и в попытке не возвращать деньги и активы, в 2017 году М. Горяинов в кооперации со следователем Горской А.А добился возбуждения в отношении А.Рогачева уголовного преследования. Позже уголовное дело в отношении Рогачева было прекращено за отсутствием состава преступления. Горяинов не смог предоставить убедительные доказательства в рамках дела. Против судьи Горской А. А. в 2017 году было возбуждено уголовное дело, она признана виновной в превышении должностных полномочий, а также в совершении служебного подлога, то есть внесении должностным лицом, в официальный документ заведомо ложных сведений. Горская была осуждена на 2 года, без права занимать должности в правоохранительных органах.
В 2015 году совместно с Александром Волчеком основал онлайн-платформу для оптовой торговли продуктами «Агро 24». Платформа была запущена в декабре 2017 года.
В декабре 2024 года был завершен судебный процесс между Рогачевым и Горяиновым в Лондонском Высоком суде Правосудия. Судебные тяжбы в Лондоне начал Рогачев в 2018 году. Он заявил, что по итогам раздела Горяинов остался ему должен, и потребовал от бывшего бизнес-партнера $28 млн, но Горяинов с ним не согласился и в ответ сам запросил $16 млн. Суд постановил, что Рогачев остался должен Горяинову $12,7 млн и предписал Рогачеву отдать деньги Горяинову, а также оплатить все судебные расходы Горяинова и перечислить £4 млн в качестве промежуточного платежа в счет издержек. При этом исковые требования Рогачева к Горяинову суд оставил без удовлетворения.

## Семья
Разведён, двое детей.